# Bobbin Island
Bobbin Island (von englisch bobbin ‚Spule, Klöppel‘) ist eine niedrige, etwa 1,3 km lange und 220 m breite Insel vor der Ingrid-Christensen-Küste des ostantarktischen Prinzessin-Elisabeth-Lands. Sie gehört zu den Rauer-Inseln und liegt unmittelbar nördlich des östlichen Abschnitts von Flag Island.
Australische Wissenschaftler benannten sie deskriptiv nach ihrer Form.